# Ethet e së premtes mbrëma
Ethet e së premtes mbrëma, ofta känt som enbart Ethet (svenska: feber) var ett albanskt TV-program liknande formatet för Idols. Programmet började sändas hösten 2002 på RTSH i Albanien och TV21 i Kosovo. Programmet visades som en del av Krasta Show och leddes av programledaren Adi Krasta. Tävlingen har vunnits av Anjeza Shahini, Luiz Ejlli, Erti Hizmo och Kejsi Tola. Programmets tre första säsonger sändes på RTSH medan dess fjärde, fristående, säsong visades på Top Channel.

## Bakgrund
Programmet började sändas på Albaniens största TV-kanal, Radio Televizioni Shqiptar (RTSH), 2002. Programledaren, Adi Krasta, hade tillsammans med regissören Pali Kuke arbetat fram formatet till TV-programmet som skulle sändas som en del av Krastas andra TV-program Krasta Show. Programmets första säsong sändes över 19 veckor på RTSH. Programmet sändes även i Kosovo på TV-kanalen TV21. Formatet liknade Idols-formatet som lanserades 2001 i Storbritannien som Pop Idol. Tävlingens jury bestod av kompositören och pianisten Shpëtim Saraçi, politikern och kulturpersonligheten Zerina Kuke, kompositören Alfred Kaçinari samt musikern och violinisten Zhani Çiko. Även sångaren Elton Deda hoppade in som jurymedlem under en säsong.

## Upplägg
Programmet har olika faser som inleds med auditions likt övriga Idols-program. Tävlingens auditionturné sträckte sig till i huvudsak städer i Albanien men även i Kosovo, Makedonien och Montenegro som samtliga har stora albanska minoritets- och majoritetsbefolkningar. Programmet delades in i fyra olika faser. I den första fasen söker deltagarna sig till programmet där en jury sedan väljer vilka artister man vill skicka vidare till nästa fas i tävlingen. Tävlingens andra fas hölls i landets huvudstad Tirana dit omkring 80 personer tog sig. I den andra fasen framträder artisterna på nytt och härifrån går 20 av deltagarna vidare till nästa fas genom juryröstning.
I den tredje fasen framträder de kvarvarande 20 deltagarna för första gången live för TV-publiken. Från denna fas minskas juryns makt betydligt och telefonröstning börjar användas. Denna fas pågår fram till antalet deltagare halverats genom utröstning. Den sista, fjärde, fasen består av 10 deltagare som går till de livesända veckofinalerna. Dessa genomfördes vid Opera- och baletteatern i Tirana. Varje vecka hölls en veckofinal där en deltagare åkte ur tävlingen ända till dess att man hade en final där två sångare tävlade om segern i tävlingen.

## Vinnare
Tävlingens första vinnare blev sångerskan Anjeza Shahini som sedermera kom att representera Albanien i Eurovision Song Contest 2004. Den andra upplagan vanns av Luiz Ejlli som även han tävlat i Eurovision Song Contest. Även Kejsi Tola, som vann tävlingen 2008, har deltagit i Eurovision Song Contest.
1. Anjeza Shahini (2003)
2. Luiz Ejlli (2004)
3. Erti Hizmo (2005)
4. Kejsi Tola (2008) (tvåa kom Dorina Garuci)

## Kända deltagare
Även om TV-seriens sändningsperiod enbart varade över 4 säsonger kom ett stort antal av programmets deltagare att bli framgångsrika på den albanska musikscenen. Tre av fyra vinnare har bland annat representerat Albanien i Eurovision Song Contest. Sångerskan Samanta Karavello inledde sin karriär i TV-programmet vid 14 års ålder. Karavello har senare bland annat vunnit Top Fest. Rosela Gjylbegu, Rona Nishliu, Vesa Luma och Xhensila Myrtezaj är ytterligare namn på numer välkända albanska sångare som deltagit i tävlingen.
- Rezarta Smaja (deltagit i Festivali i Këngës och Top Fest)
- Marsida Saraçi Arapi (deltagit i Festivali i Këngës)
- Elvana Gjata (ofta kallad Divan av albansk musik, vunnit Top Fest)
- Olta Boka (vinnare av Festivali i Këngës 46)
- Kamela Islamaj (trea i Festivali i Këngës 48, deltagit i Top Fest)
- Flaka Krelani (tvåa i Festivali i Këngës 46, deltagit i Top Fest)
- Hersiana Matmuja (vinnare av Festivali i Këngës 52, deltagit i Kënga Magjike)